# Abbaye Santa Maria in Montesanto
L'abbaye Santa Maria in Montesanto est une ancienne abbaye bénédictine, située en Italie, dans la commune de Civitella del Tronto (Abruzzes, province de Teramo).

## Histoire
Le silence des sources documentaires ne permet pas d'établir une date précise de fondation. Cependant, la tradition populaire, rapportée par Sebastiano Andreantonelli et François Antoine Marcucci, attribuerait sa création à saint Benoît de Nursie qui aurait personnellement initié sa réalisation entre 540 et 542, années précédant la fondation de l'abbaye du Mont-Cassin, lors de sa visite dans le Picène, à l'époque où Épiphane était évêque à Ascoli.
L'historien Mario Sensi, à travers l'étude et la recherche des origines de cette abbaye, a démenti cette tradition en situant le premier établissement du cénobite à la fin de l'ère féodale et, sans identifier l'année précise de sa création, il la décrit comme un « monastère familial » d'« origine comtale » entouré d'une double rangée de murs ressemblant à un « monasterium-castrum ». Les récents sondages, réalisés lors de la dernière intervention de restauration exécutés par l'arch. Christos Maragos (1992-1995), confirment également l'appartenance temporelle du premier cénobite à cette même période.
Le fondateur pourrait être identifié comme un membre appartenant à une famille de grands propriétaires qui aurait fixé sur ce site la structure organisationnelle pour exercer des formes de contrôle politique et territorial. Il n'est pas prouvé si la famille comtale qui a érigé ce cénobite est la même que celle qui comptait parmi ses membres Rinaldo, comte aprutin et évêque-comte d'Ascoli, qui revendiquait les droits de jus patronato.
Depuis son institution, cette résidence monastique a toujours été dirigée par un abbé ou un prieur exerçant les fonctions d'abbé, contrairement à la plupart des monastères de Teramo, soumis aux grandes abbayes nationales. Dès le Moyen Âge, elle a bénéficié d'un régime d'autonomie et d'indépendance dans l'accomplissement de la cura animarum (soin des âmes) exercée par les moines bénédictins sur un vaste territoire compris entre Teramo et Ascoli Piceno. Sensi rappelle que ces religieux menaient une vie claustrale et, parfois, grâce aux riches revenus du cénobite, pouvaient bénéficier de la collaboration de prêtres, qu'ils salarient, pour accomplir l'assistance spirituelle nécessaire dans les terres de leur juridiction.
Un premier document mentionnant l'abbaye de Montesanto porte la date de 1064 et certifie un échange avec le monastère de San Salvatore alla Maiella.
Elle est répertoriée pour la première fois parmi les possessions de l'Église d'Ascoli dans le diplôme rédigé par Lothaire III, le 18 août 1137. L'acte confirmait le titre de prêtre de cette abbaye à l'évêque d'Ascoli. Avec le diplôme Ad humanae vitae, du 6 juillet 1193, l'empereur Henri VI assigna à l'Église d'Ascoli et à la personne de Rinaldo I, évêque-comte d'Ascoli, la juridiction sur le cénobite de Montesanto. Dans ce document, le monastère apparaissait comme une fondation de droit de patronage des comtes de Teramo,.

## L'abbaye
Le cénobite a été construit en suivant les canons du style roman et élevé avec des blocs carrés de travertin (une roche extraite sur place, caractérisée par sa porosité), liés entre eux par des couches de mortier ou de pouzzolane. Les bâtiments qui le composent donnent sur la cour intérieure de l'abbaye, pavée en travertin provenant de Acquasanta Terme. Sur la colline, on peut observer les vestiges du puits dont les moines tiraient l'eau, les vestiges de locaux de service et les ruines de la double enceinte fortifiée, décrite par Niccola Palma, équipée de tours, qui fortifiait le complexe au Moyen Âge. Le mur d'enceinte n'avait qu'une seule ouverture, orientée vers le sud, constituée de deux portes, une grande et une petite.

### L'église de Sainte Marie de l'Assomption
L'église est construite avec une seule nef. L'intérieur, à plan rectangulaire, comprend un presbytère, présentant des caractéristiques d'élégance sobre mélangée à une austérité essentielle. La zone du presbytère, orientée vers l'est, est surélevée par rapport au niveau du sol de deux marches, couverte par une voûte d'ogives soutenue par 4 nervures reposant sur 4 colonnes. Elle révèle, dans la partie supérieure du mur droit, les traces d'un oculus muré. Cet espace accueille le crucifix en bois, les boiseries du chœur adossées aux flancs, et au centre, le nouvel autel carré, caractéristique des célébrations des communautés bénédictines, avec le siège abbatial. Jusqu'à récemment, l'espace réservé aux religieux officiants était séparé de la nef des fidèles par une grille en fer.
De chaque côté du presbytère se trouvent deux niches, tournées vers l’espace sacré, abritant respectivement la statue de saint Benoît de Nursie, à gauche, et la statue de la Vierge de l'Assomption, à droite.
À l'opposé de l'autel se trouvent l'orgue du XVIIe siècle de l'école bolonaise et une petite chapelle funéraire; à l'intérieur de l'église est également enterré Monseigneur Ettore Di Filippo. Sur le même mur, on peut observer les deux anciennes portes d'entrée (dont l'une est murée).
La nef, pavée de terre cuite, est éclairée par les hautes fenêtre ébrasées qui s'ouvrent sur les murs méridionaux de l'enceinte où sont également placées les deux entrées en arc brisé ouvertes au XVIIe siècle, comme l'indique la date 1622. Les deux portes remplacent le portail central traditionnel et reproduisent la disposition de la façade principale désaffectée. Le choix de deux ouvertures semble répondre aux exigences du rite processionnel de la fête de l'Assomption.
La couverture est constituée d'un plafond en bois de type simple, typique des églises bénédictines des XIe et XIIe siècles, soutenu par des charpente à chevrons.

#### Consécration
L'église a été consacrée le 10 août 2008 par l'évêque de San Benedetto del Tronto-Ripatransone-Montalto, Monseigneur Gervasio Gestori. Pour commémorer la cérémonie, 4 petites croix ont été fixées sur les murs intérieurs, aux endroits marqués par l'onction du chrême par l'officiant. Elle est ouverte au culte par une autorisation papale accordée par Benoît XVI en 2011.

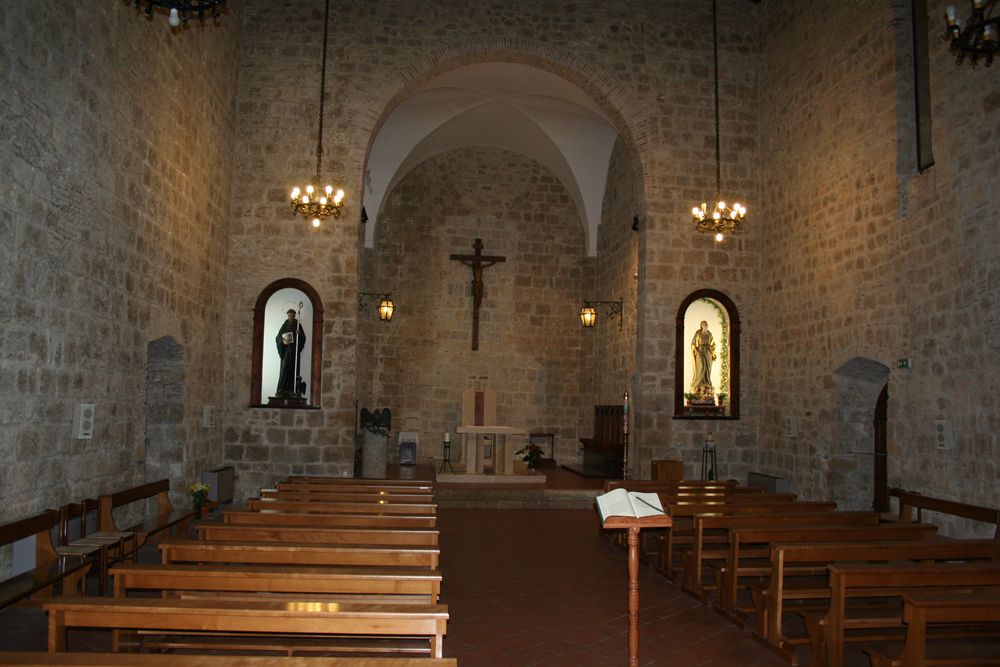
Intérieur de la nef
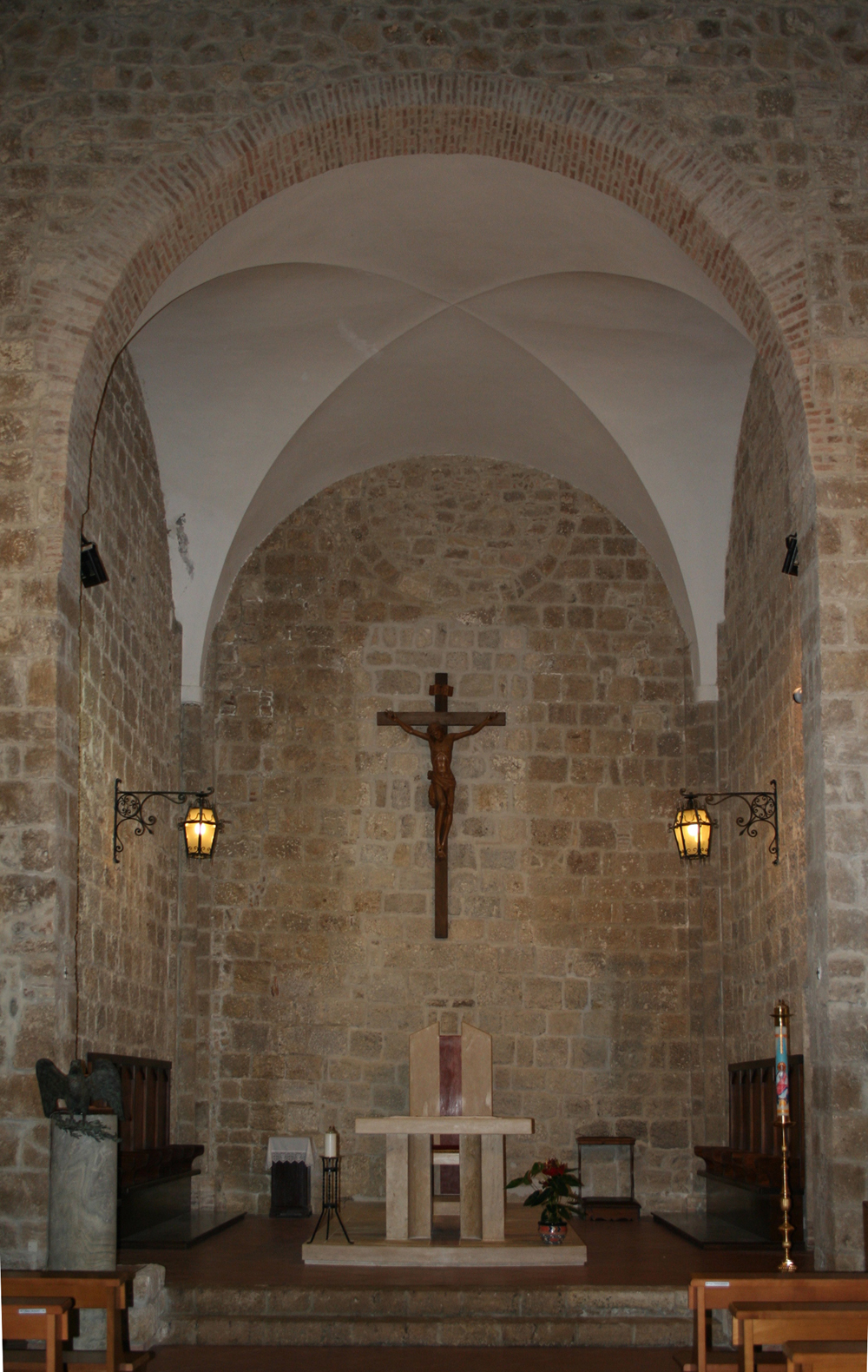
Presbytère
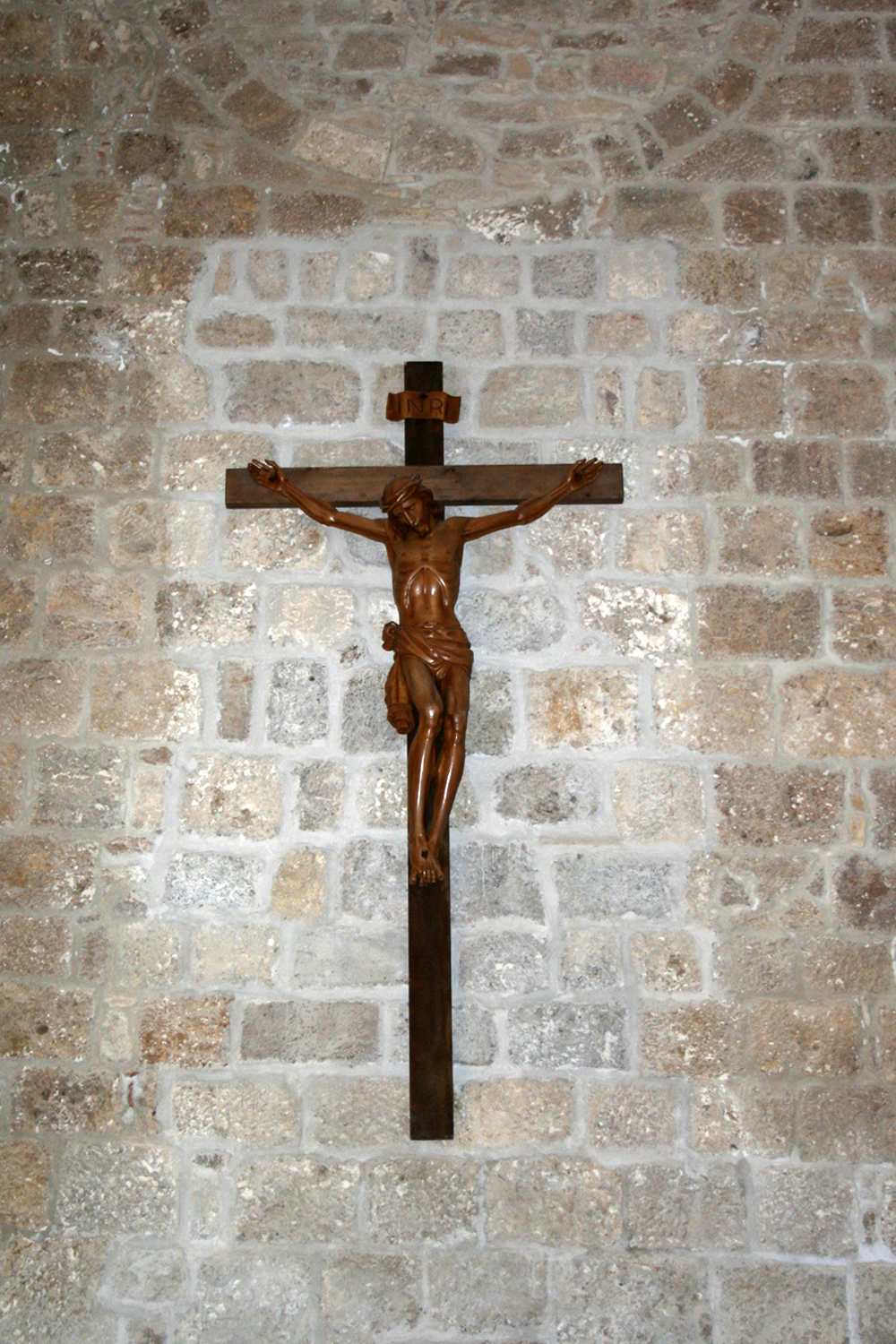
Crucifix en bois
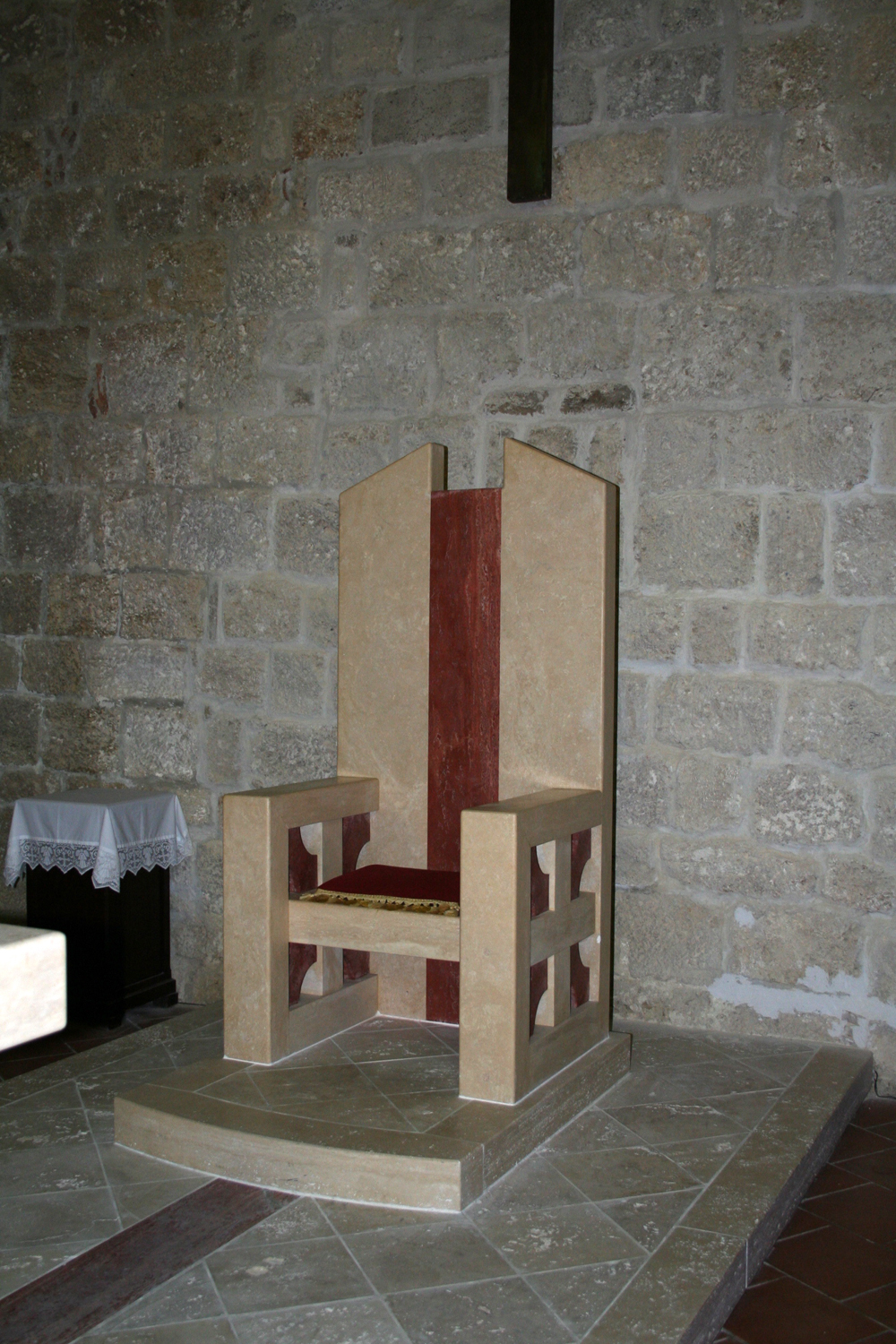
Siège abbatial
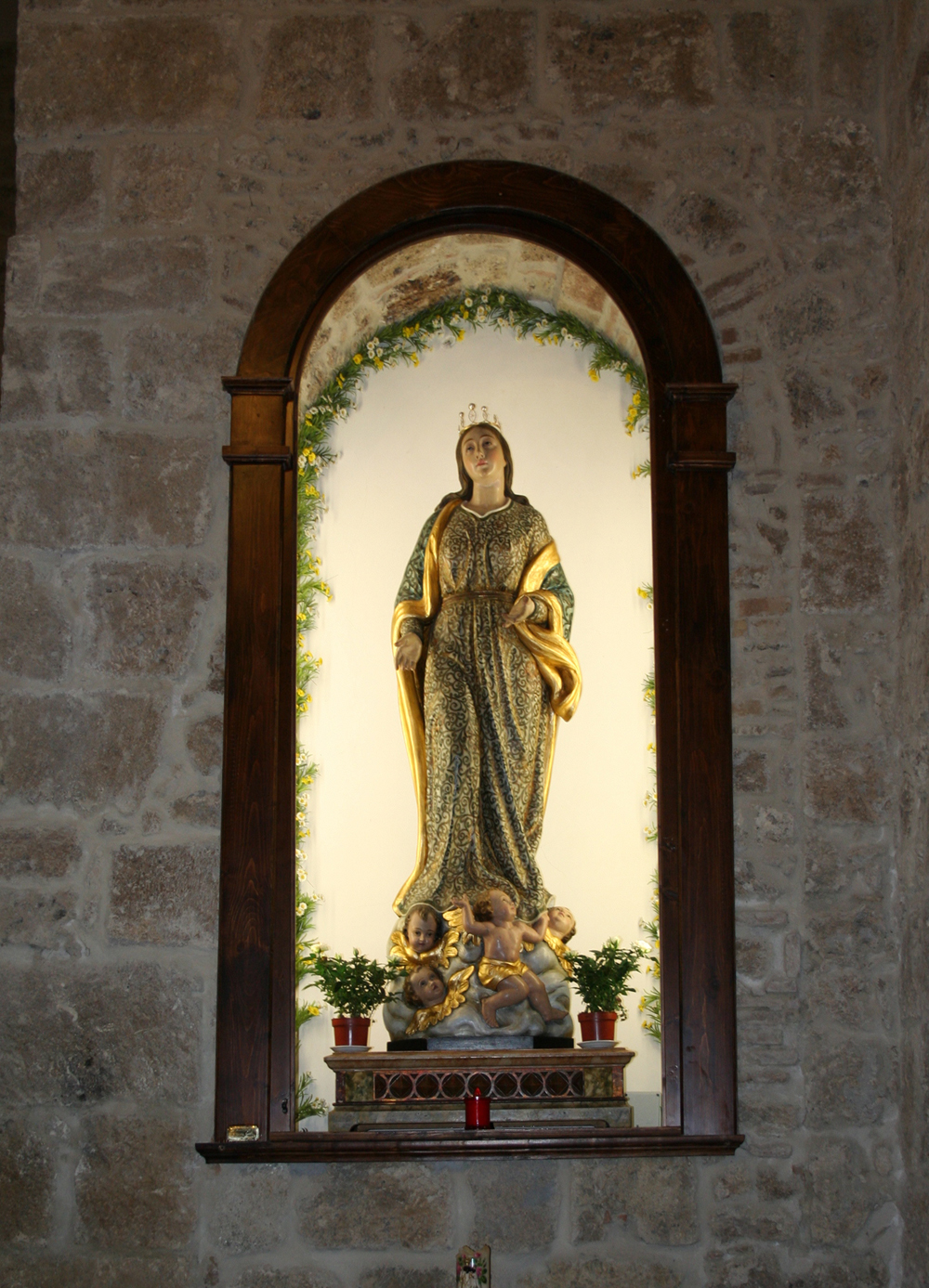
Statue de la Vierge de l'Assomption
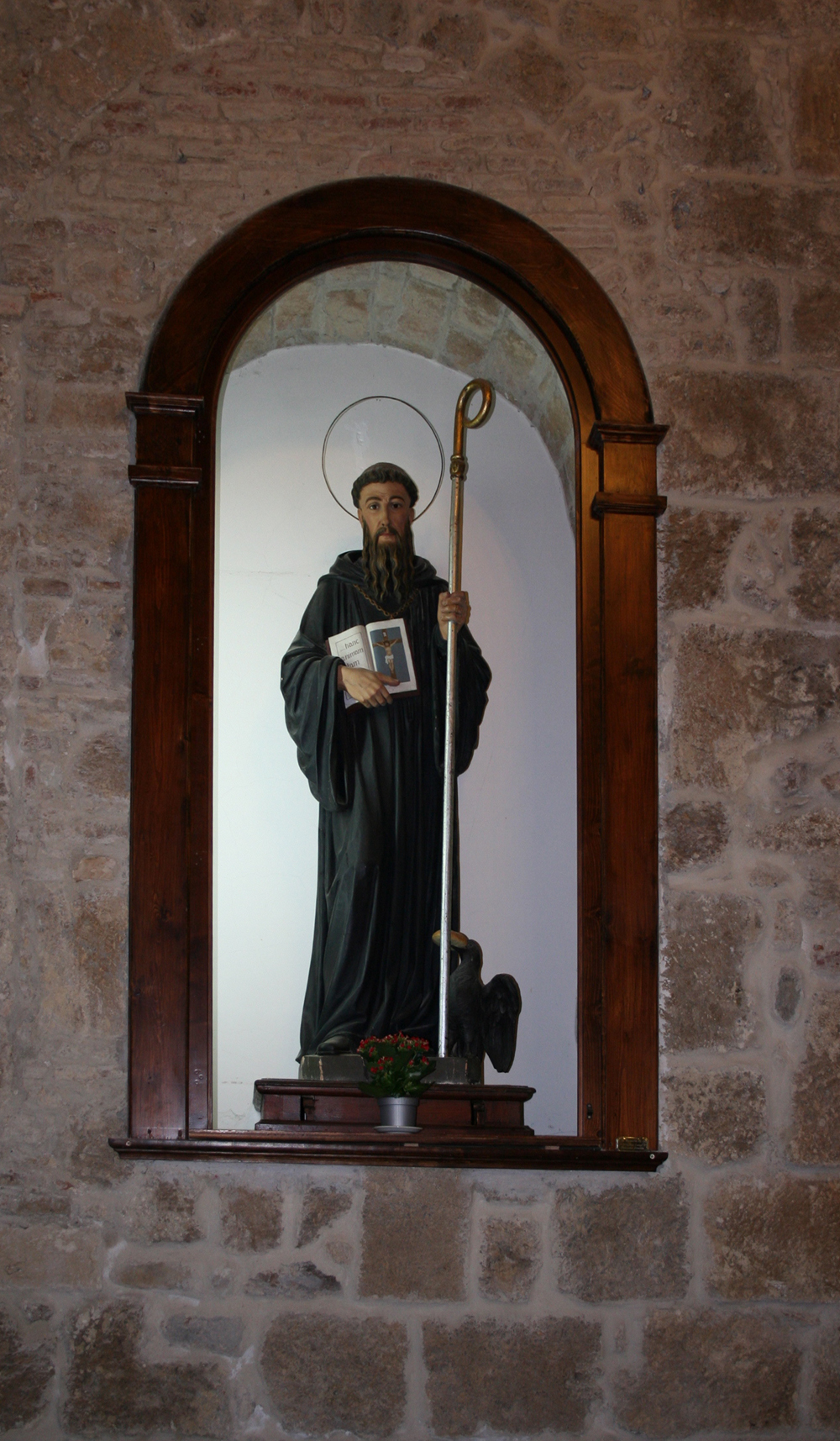
Statue de saint Benoît de Nursie
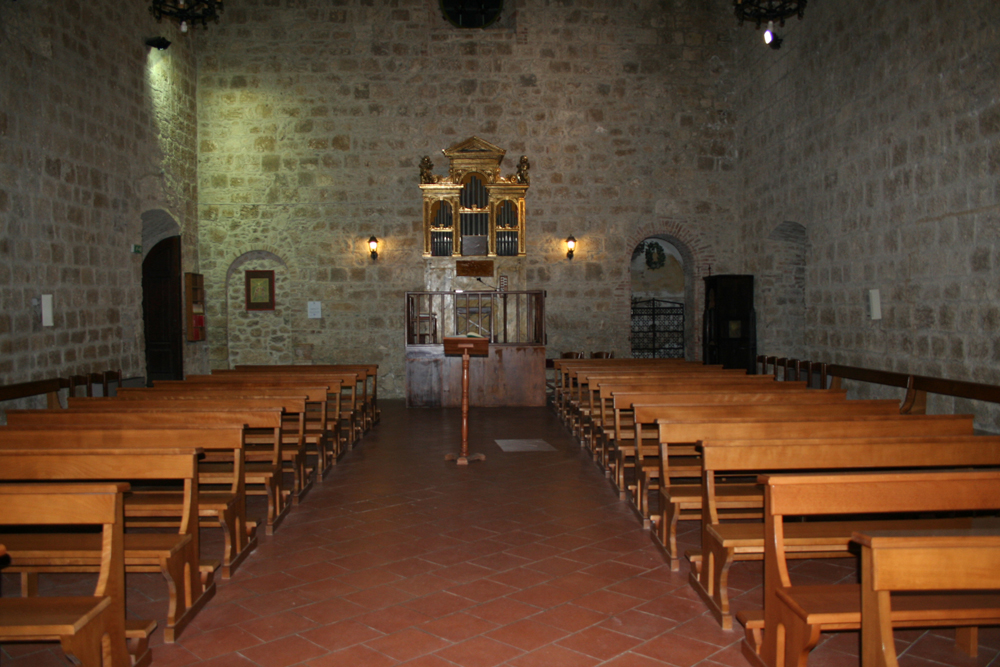
Mur du fond avec l'orgue du XVIIe siècle
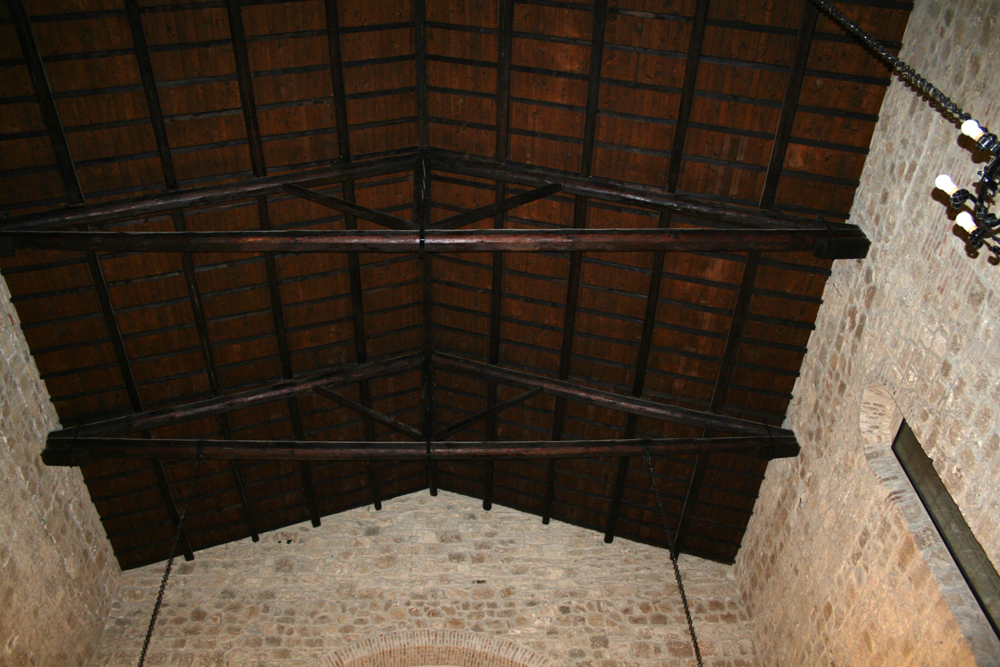
Couverture en bois
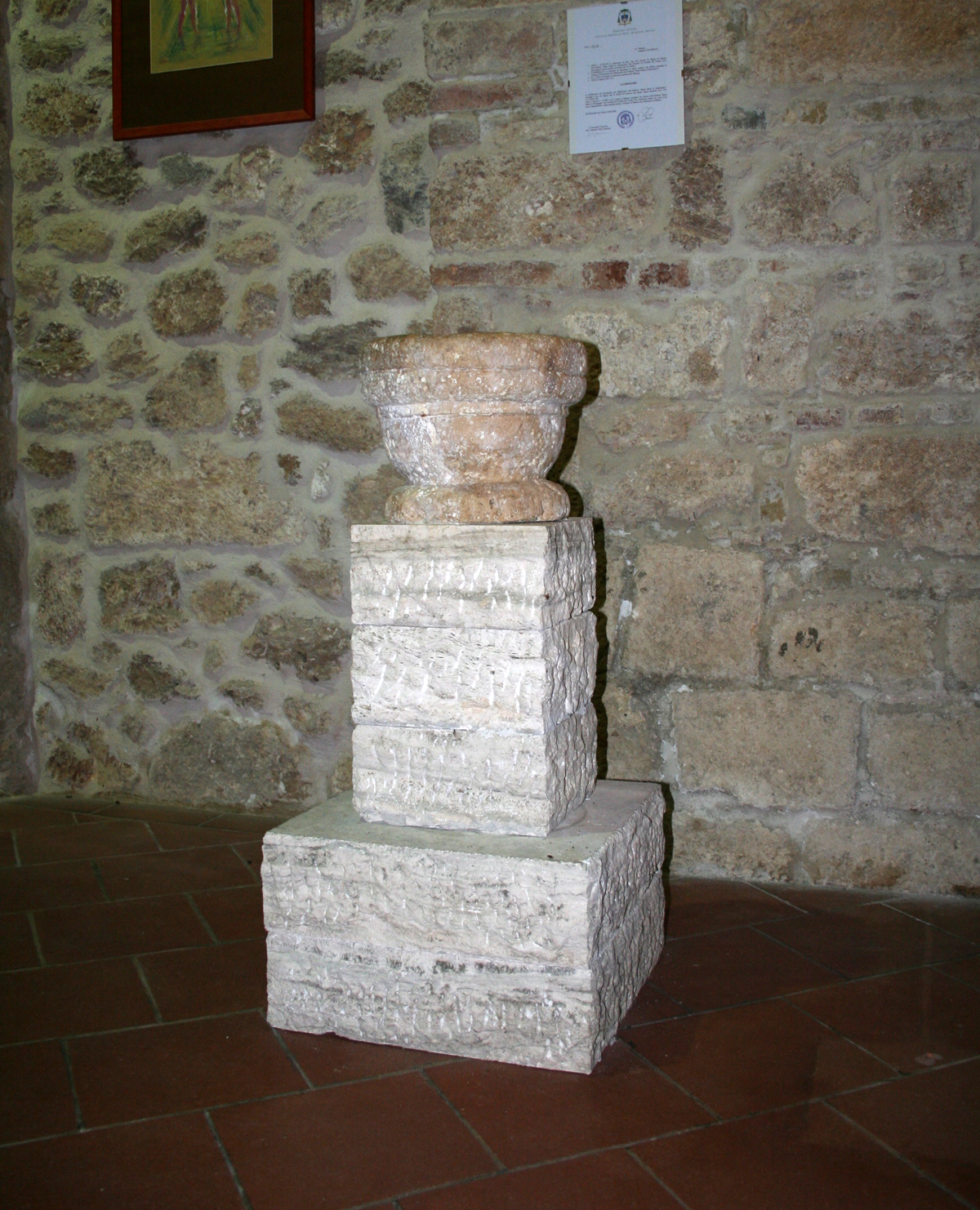
Bénitier
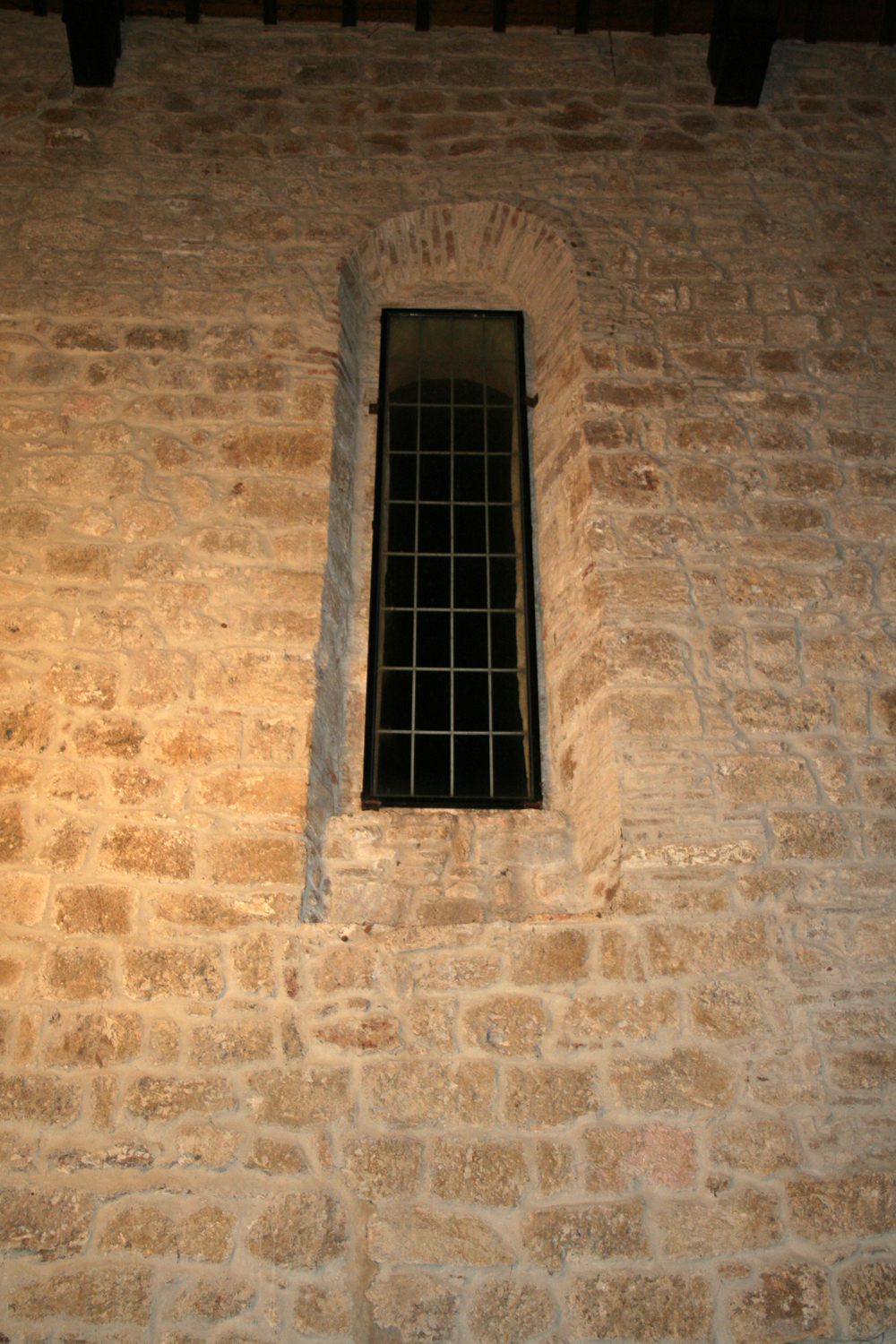
Fenêtre en meurtrière du mur méridional
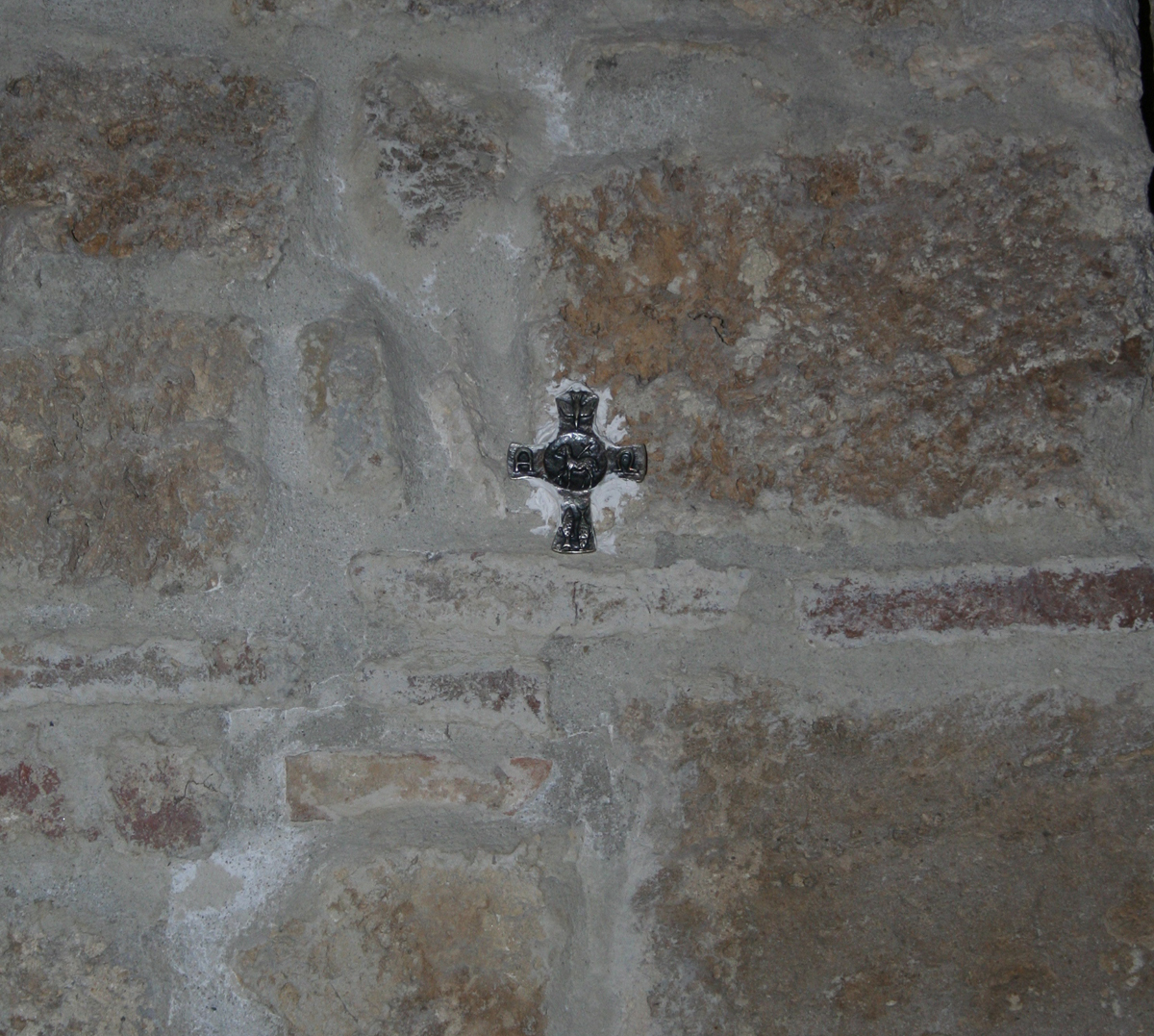
Une des 4 croix apposées aux endroits marqués par l'onction du chrême
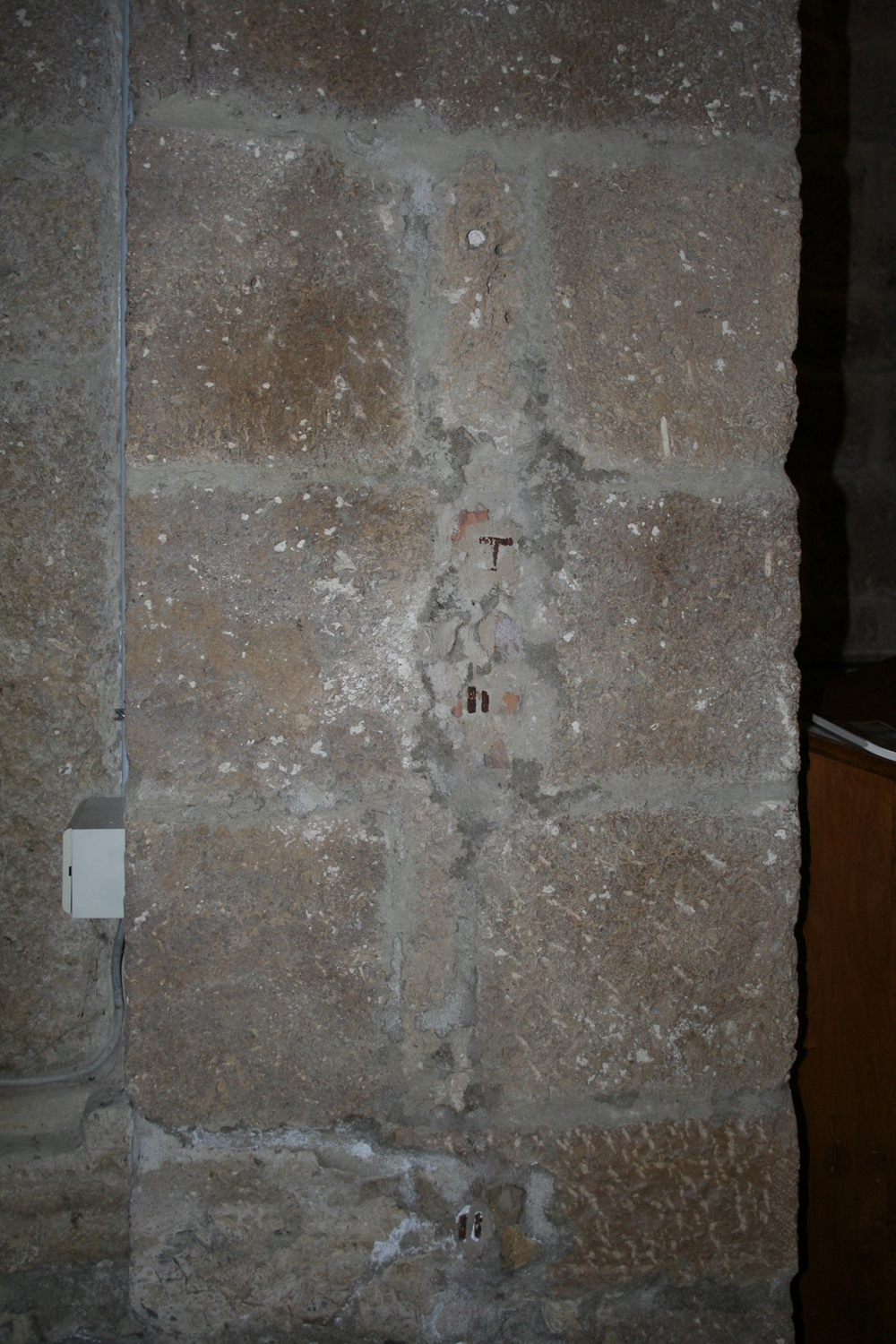
Mur du presbytère où se trouvait la grille séparant la nef de l'espace du presbytère

### Le clocher

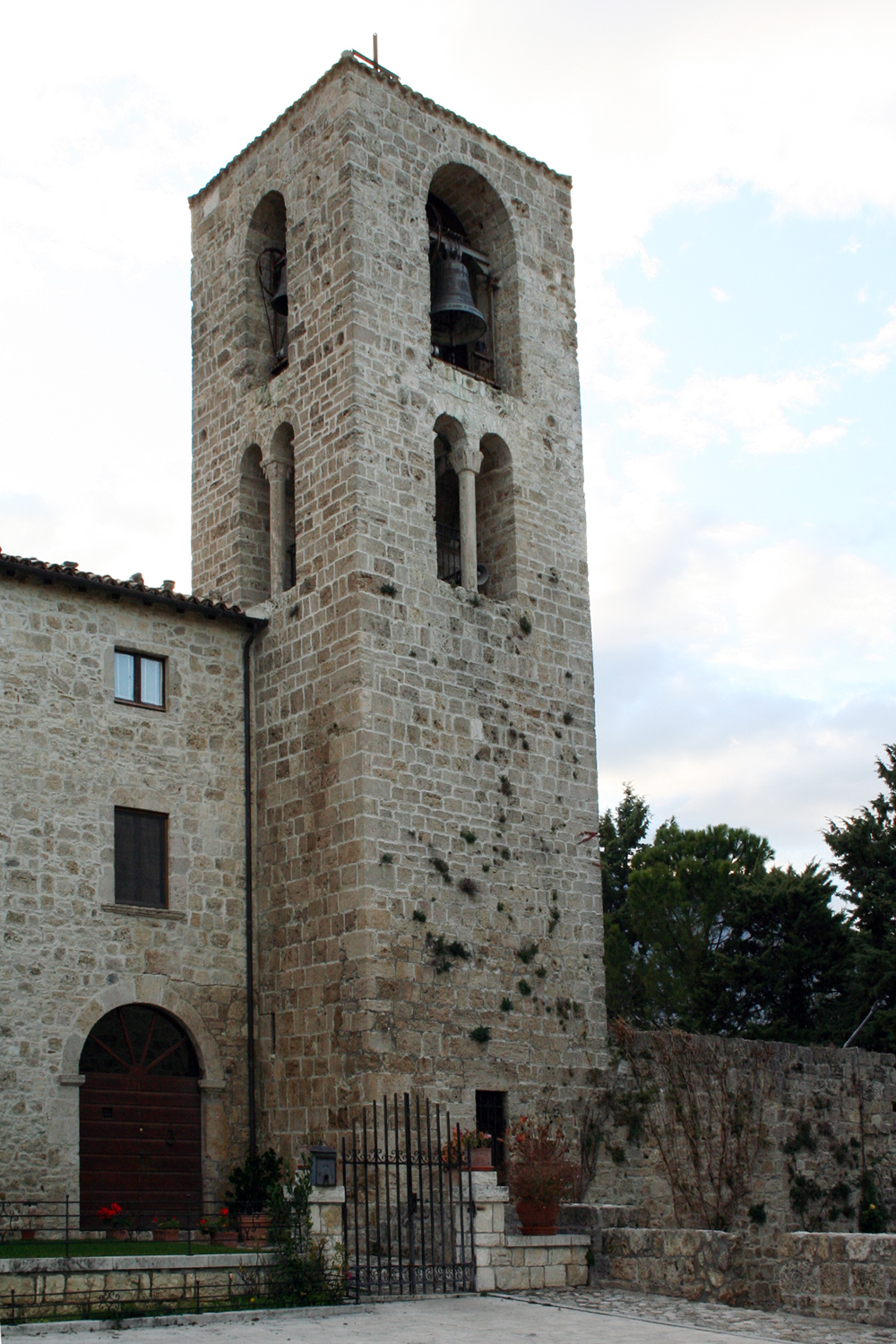
Clocher

Le puissant clocher, également de style roman, à l'origine situé à côté de la façade de l'église, est désormais séparé et accolé au bâtiment du monastère. Il s'élève sur une base carrée, et sa hauteur est marquée par l'ouverture de 4 bifore, avec de petites colonnettes et des chapiteaux de différentes formes, ornées de motifs de feuilles ou de pointes en saillie, et de 4 meurtrières. En 1798, le clocher abritait une seule cloche pesant 500 livres, comme mentionné dans l'inventaire du Gouvernement de Naples, qui cette année-là imposa le patronage royal sur le cénobite.
À l'intérieur, il y a 4 cloches, dont la plus petite, qui est aussi la plus ancienne, porte la date de 1615. Les trois autres, de fabrication récente, dont une refondue, ont été forgées par la Fonderie Pontificale Marinelli d'Agnone.

### Le monastère
L'actuel monastère conserve une structure très similaire à celle du XVIIe siècle et se compose de deux ailes, dont la plus ancienne est orientée est-ouest. Depuis la porte d'entrée, qui s'ouvre sur la cour de l'abbaye, on accède à une pièce couverte par une voûte en berceau qui mène à la cour intérieure, qui était autrefois le cloître des religieux bénédictins. Dans cet espace, délimité par les ruines des vieux murs périphériques, se trouve le puits en pierre d'eau de source.

Le bâtiment, en plus d'être la résidence du Recteur, comprend de nombreuses pièces destinées aux retraites spirituelles et à la prière.
Au sous-sol, certains locaux ont été restaurés et rendus utilisables pour des réunions religieuses ou socioculturelles, dont la Salle du Chapitre, où les moines se réunissaient deux fois par jour, et qui abrite maintenant la jolie Chapelle du Crucifix. Une niche, qui s'ouvre dans les espaces de dégagement, abrite une ancienne statue de saint Jean Gualbert, patron du Corps forestier d'État.

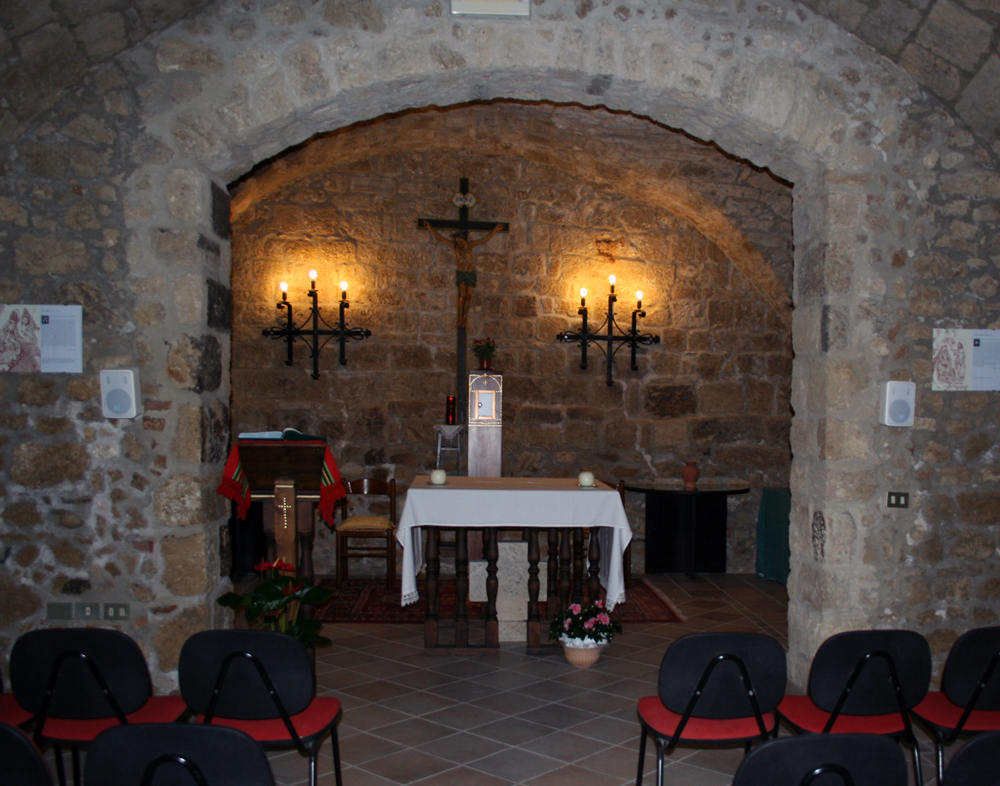
Chapelle du Crucifix
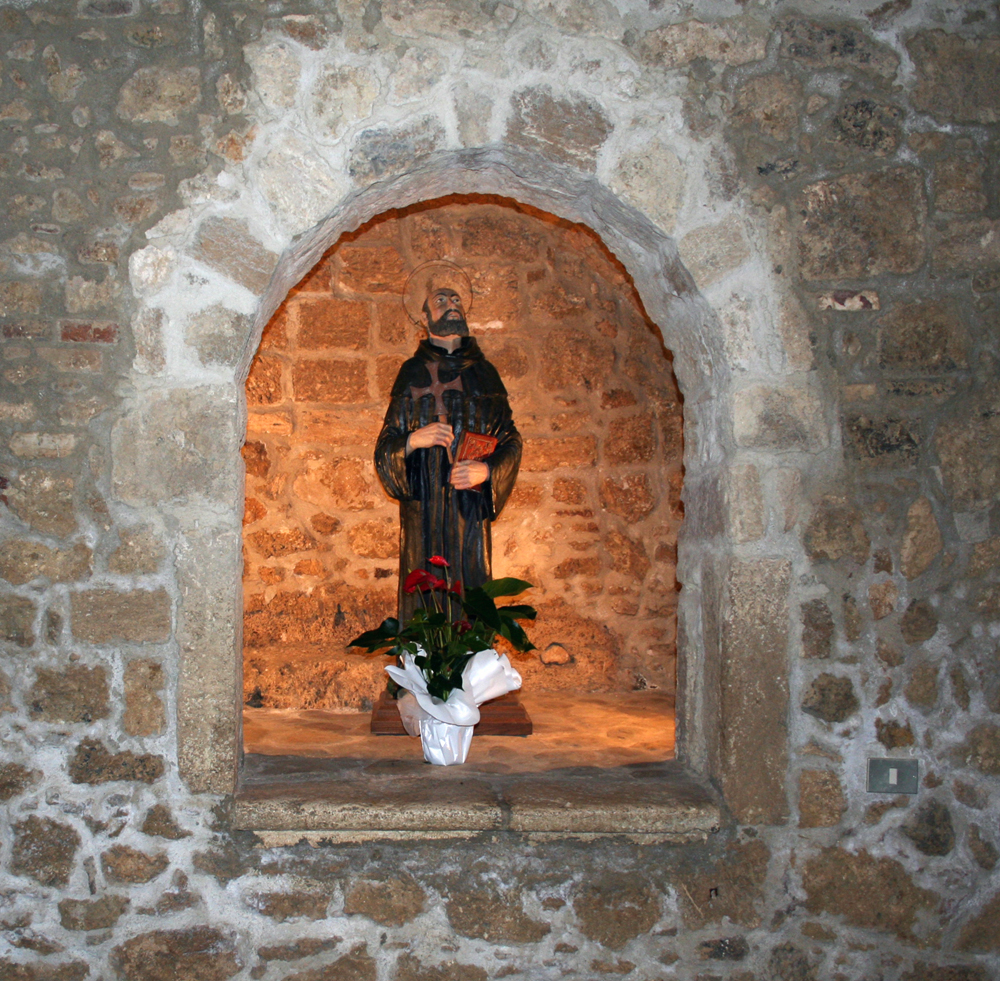
Statue de saint Jean Gualbert